# جفری هوخلاند
جفری هوخلاند (هلندی: Jeffrey Hoogland؛ زادهٔ ۱۶ مارس ۱۹۹۳) دوچرخه‌سوار اهل هلند است.
وی در مسابقات کشوری و بین‌المللی در مجموع برندهٔ ۶ مدال طلا، ۲ مدال نقره، ۱ مدال برنز شده‌است.